# Campionato asiatico 2018 (hockey su pista)
Il Campionato asiatico di hockey su pista 2018 è stata la diciassettesima edizione della massima competizione asiatica per le rappresentative di hockey su pista maschili maggiori e fu organizzata da World Skate Asia. La competizione si svolse dal 7 al 14 settembre 2018 a Namwon in Corea del Sud. 
La vittoria finale è andata alla nazionale dell'Australia che si è aggiudicata il torneo per la prima volta nella sua storia.

## Formula
Il campionato asiatico 2018 vide la partecipazione di cinque nazionali asiatiche e di due nazionali dell'Oceania, l'Australia e la Nuova Zelanda. La manifestazione fu organizzata tramite un girone all'italiana con gare di sola andata; erano assegnati tre punti per l'incontro vinto, un punto a testa per l'incontro pareggiato e zero la sconfitta. Al termine la prima squadra classificata venne proclamata campione d'Asia.

## Squadre partecipanti
| Squadra       | Partecipazioni precedenti al torneo                                                                 |
| ------------- | --------------------------------------------------------------------------------------------------- |
| Australia     | 2 (2004, 2012)                                                                                      |
| Cina          | 5 (1989, 1991, 1995, 1999, 2004)                                                                    |
| Giappone      | 15 (1985, 1987, 1989, 1991, 1995, 1997, 1999, 2001, 2004, 2005, 2007, 2009, 2010, 2014, 2016)       |
| India         | 16 (1985, 1987, 1989, 1991, 1995, 1997, 1999, 2001, 2004, 2005, 2007, 2009, 2010, 2012, 2014, 2016) |
| Macao         | 14 (1987, 1989, 1991, 1995, 1997, 1999, 2001, 2004, 2005, 2007, 2009, 2012, 2014, 2016)             |
| Nuova Zelanda | Esordiente                                                                                          |
| Taipei cinese | 14 (1987, 1989, 1991, 1995, 1999, 2001, 2004, 2005, 2007, 2009, 2010, 2012, 2014, 2016)             |

Nota bene: nella sezione "partecipazioni precedenti al torneo" le date in grassetto indicano la squadra che ha vinto quell'edizione del torneo

## Svolgimento del torneo

### Classifica finale
| Pos | Squadra       | Pt | G | V | N | P | GF | GS | DG  |
| --- | ------------- | -- | - | - | - | - | -- | -- | --- |
| 1.  | Australia     | 16 | 6 | 5 | 1 | 0 | 40 | 10 | +30 |
| 2.  | Macao         | 14 | 6 | 4 | 2 | 0 | 68 | 20 | +48 |
| 3.  | Giappone      | 13 | 6 | 4 | 1 | 1 | 38 | 20 | +18 |
| 4.  | India         | 9  | 6 | 3 | 0 | 3 | 42 | 22 | +20 |
| 5.  | Taipei cinese | 6  | 6 | 2 | 0 | 4 | 39 | 40 | -1  |
| 6.  | Nuova Zelanda | 3  | 6 | 1 | 0 | 5 | 22 | 53 | -31 |
| 7.  | Cina          | 0  | 6 | 0 | 0 | 6 | 10 | 94 | -84 |